# Aglais
Aglais es un género de lepidópteros de la subfamilia  Nymphalinae en la familia Nymphalidae que se encuentra en  Europa. Este género es, a veces, incluido como un subgénero de Nymphalis, pero es generalmente considerado un género separado.

## Especies
- Aglais ichnusa Hübner, 1819
- Aglais io (Linnaeus, 1758)
- Aglais kaschmirensis or A. caschmirensis (Kollar, 1844)
- Aglais ladakensis (Moore, 1882)
- Aglais milberti (Godart, 1819)
- Aglais rizana (Moore, 1872)
- Aglais urticae (Linnaeus, 1758)

### Galería de especies notables

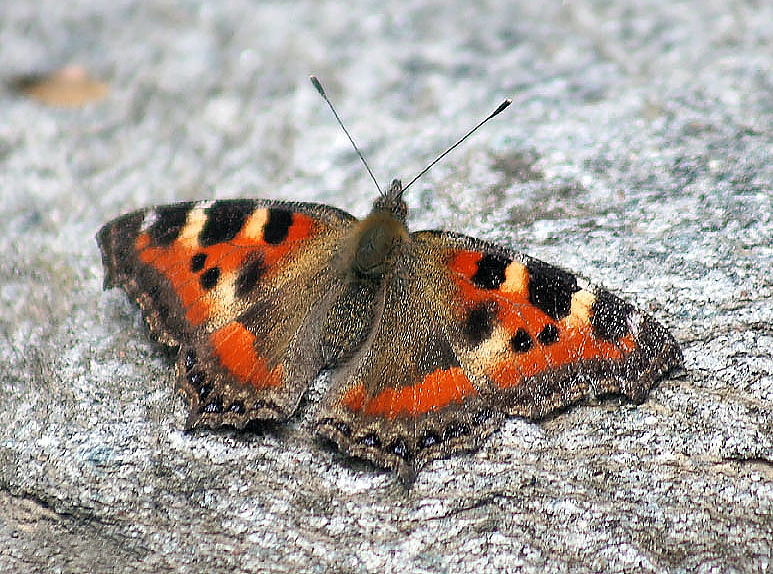
Aglais kaschmirensis
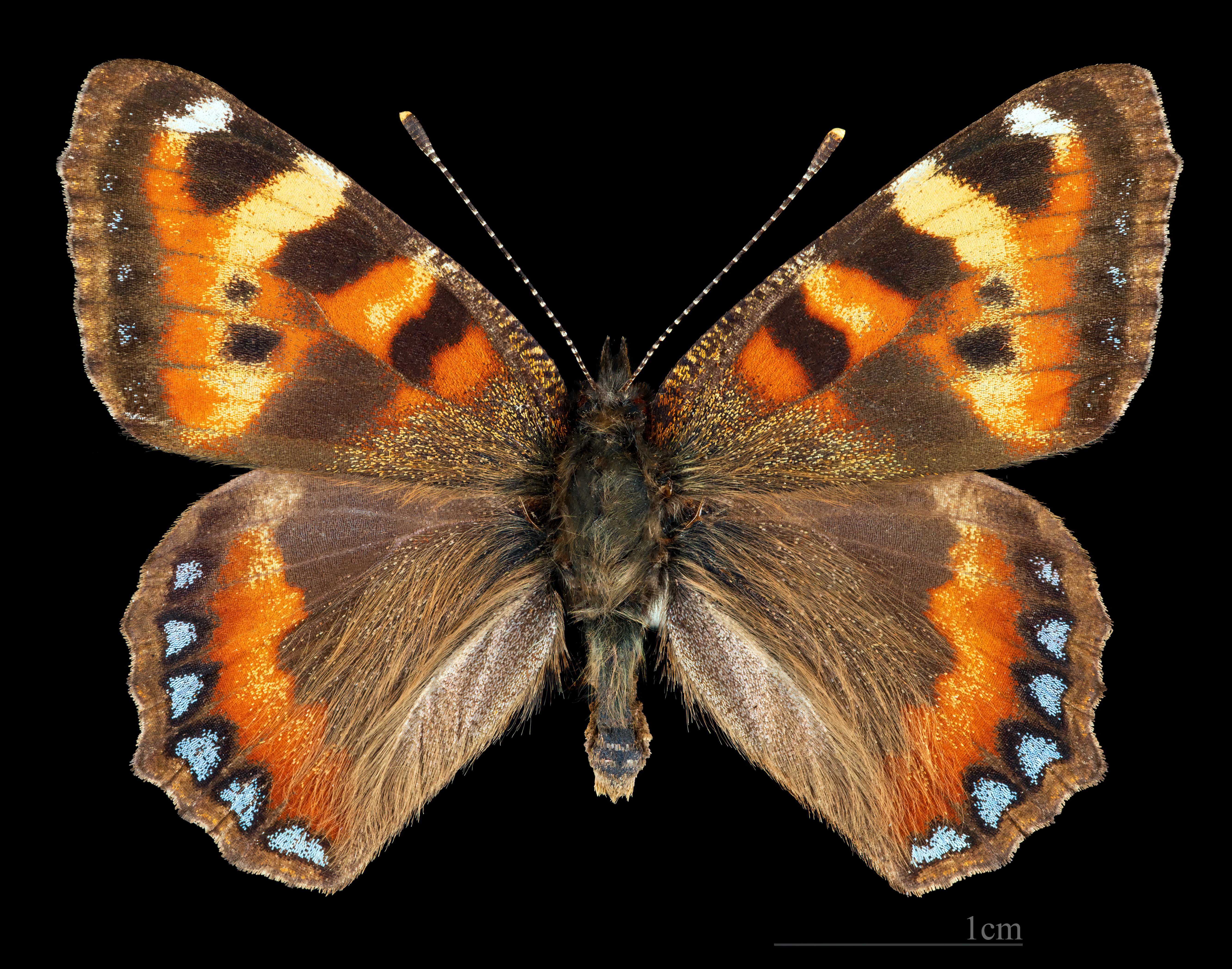
Aglais ladakensis
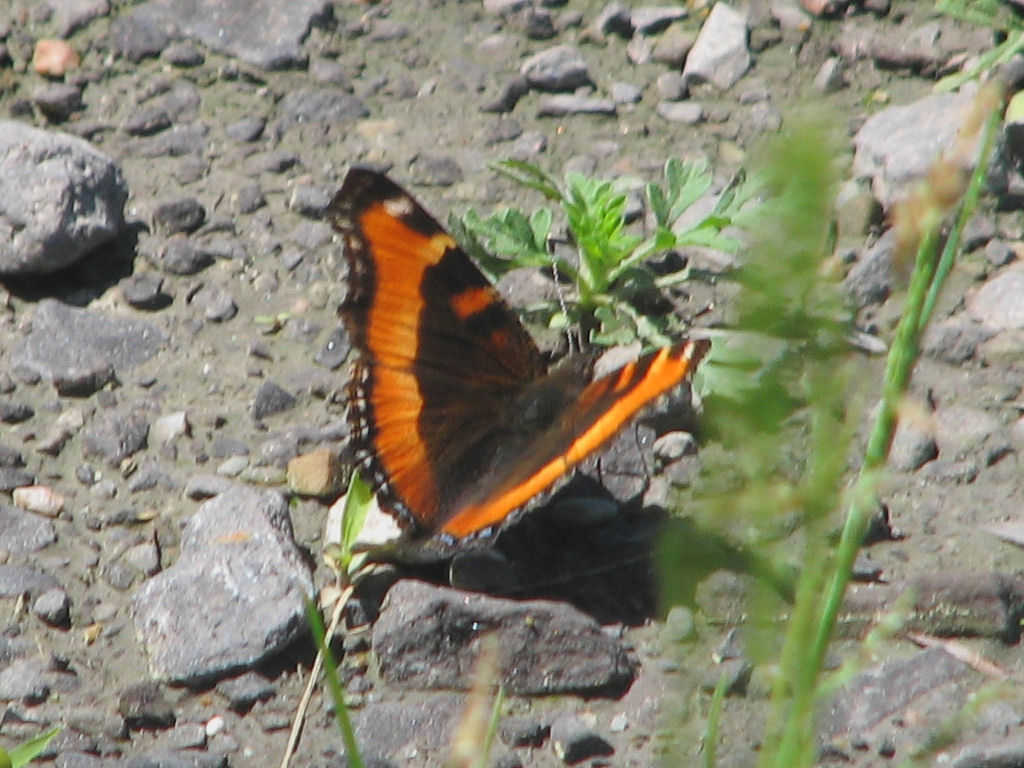
Aglais milberti
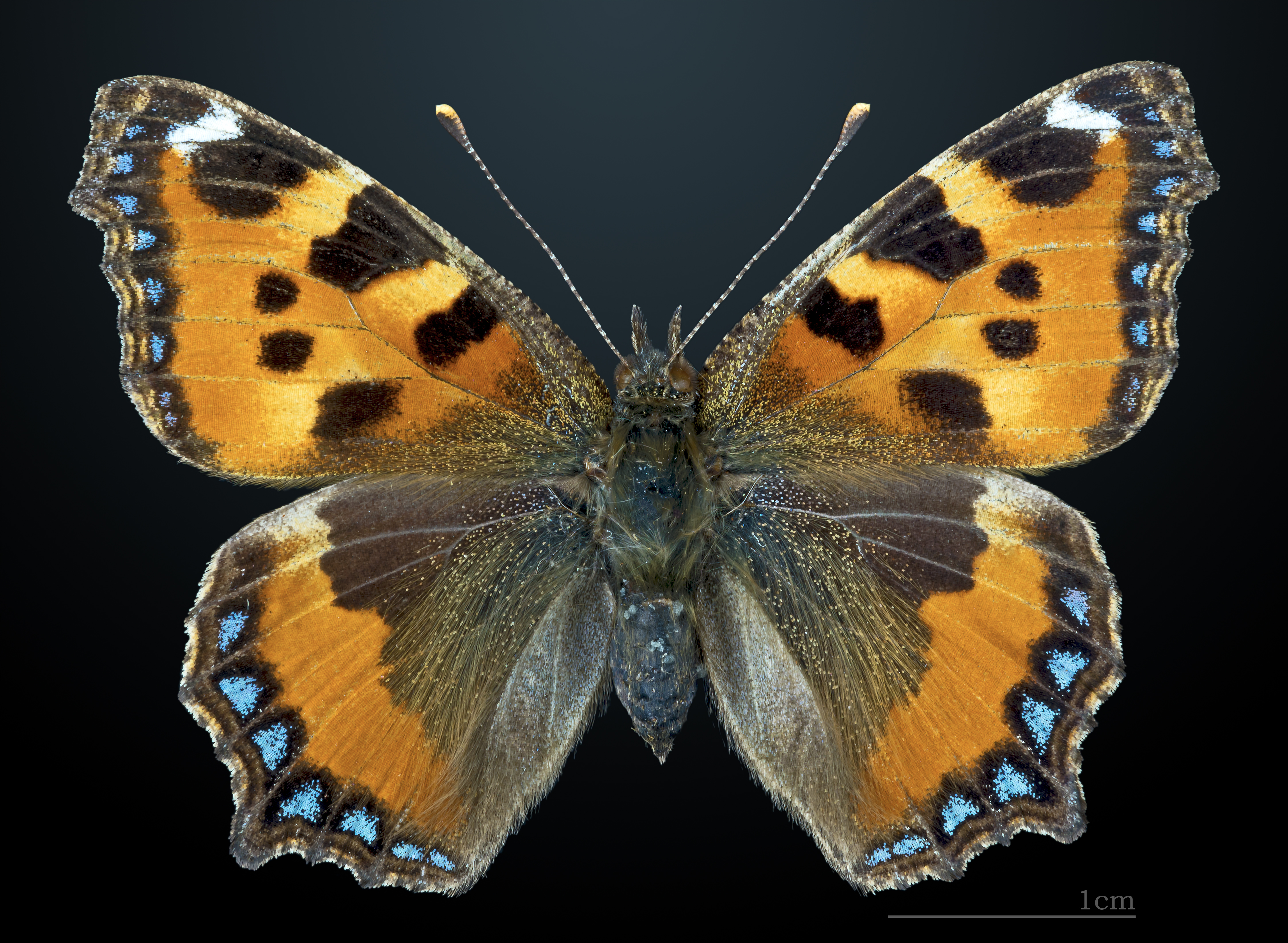
Aglais urticae
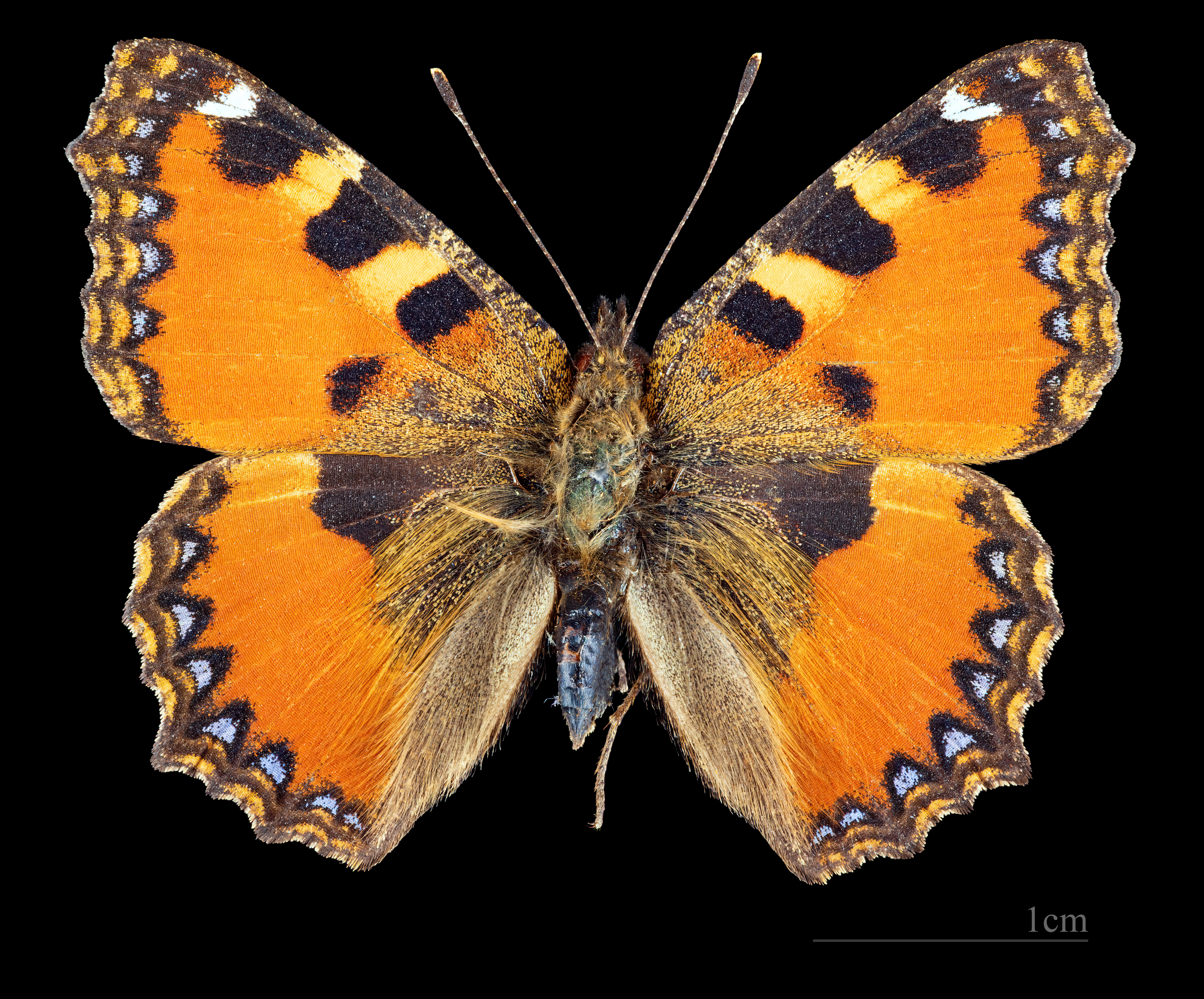
Aglais ichnusa